# Agrostologi

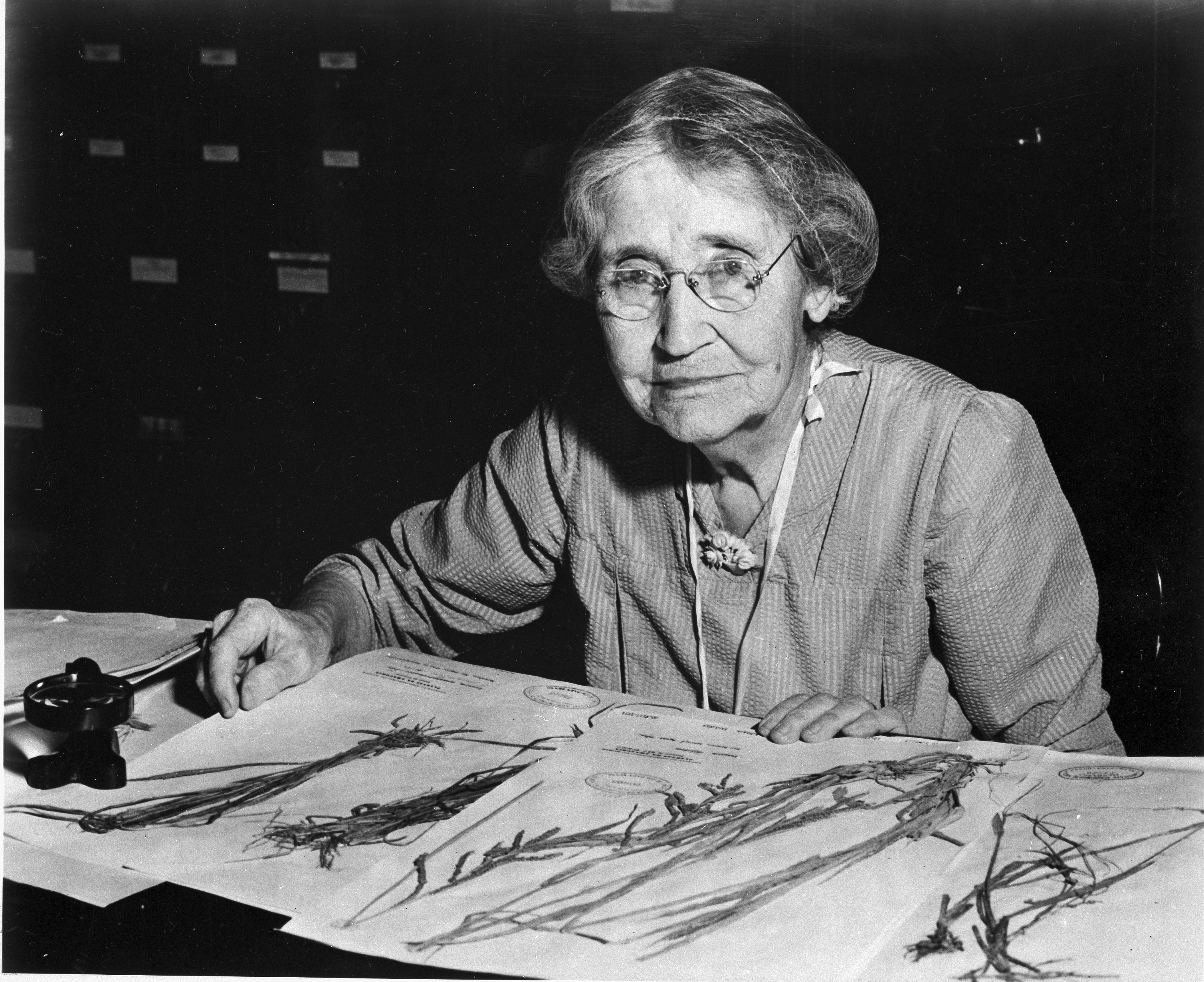
Mary Agnes Chase studerar olika gräsexemplar, omkring 1960.

Agrostologi (från grekiska ἄγρωστις, agrostis, "åkergräs", och λόγος, logos, "lära"), är den vetenskap inom botaniken som studerar och klassificerar olika typer av gräs. Den tyska botanikern Johann Scheuchzer publicerade 1708 verket Agrostographiae Helveticae Prodromus, vilket många betecknar som agrostologins början.
Moderna agrostologer studerar olika levande grässorter för att fastställa deras genetiska arv och hur dessa olika arter anpassar sig till specifika omgivningar och klimat. Det bedrivs även biokemisk forskning inom agrostologin, med syfte att fastställa evolutionära relationer mellan grupp av gräs.